# دلال عبد العزيز
دلال عبد العزيز (17 يناير 1960- 7 أغسطس 2021)، ممثلة مصرية. دخلت المجال الفني في عام 1977. وهي زوجة الممثل سمير غانم منذ عام 1984 حتى وفاته عام 2021.

## عن حياتها
ولدت دلال عبد العزيز محمد في قرية فرغان إحدى قرى ديرب نجم بالمحافظة الشرقية، حاصلة على بكالوريوس من كلية الزراعة جامعة الزقازيق وحاصلة بكالوريوس من كلية الإعلام جامعة القاهرة، كما حصلت على ليسانس الآداب قسم اللغة الإنجليزية من كلية الآداب جامعة القاهرة، وحصلت دبلوم في العلوم السياسية من كلية الاقتصاد والعلوم السياسية جامعة القاهرة.

### حياتها الأسرية
في عام 1984 تزوجت من الفنان سمير غانم، وأنجبت ابنتيهما دنيا وأمل (المعروفة باسم إيمي) وكلتاهما امتهنتا التمثيل، وهي على صلة قرابة بالممثلة ميساء مغربي.
وفي يوم 30 مارس عام 2014 أصبحت جدة بعد أن وضعت ابنتها دنيا سمير غانم أول مولودة طفلة سمّتها كايلا .

## حياتها الفنية
دخلت مجال التمثيل في عام 1977 ببعض الأدوار الصغيرة منها دورها في مسلسل بنت الأيام، وكانت بدايتها الفعلية عندما قدمها الفنان نور الدمرداش للمسرح، وشاركت بالعديد من المسلسلات والمسرحيات والأفلام السينمائية فاستطاعت بتلك الأعمال الحصول على العديد من الجوائز كأفضل ممثلة.

## أعمالها

### الأفلام
- 1980: المتهم
- 1983: نهاية رجل تزوج
- 1984: يارب ولد
- 1984: حادي بادي
- 1984: بيت القاضي
- 1985: بصمات فوق الماء
- 1985: إنقاذ ما يمكن إنقاذه
- 1985: الثمن غالي
- 1986: فيش وتشبيه
- 1986: سارق السيارات
- 1986: المخبر
- 1986: الانتقام
- 1986: الأرملة العذراء
- 1987: عشماوي
- 1987: بئر الخيانة
- 1987: بنات حارتنا
- 1987: الرجل يحب مرتين
- 1988: قاهر الفرسان
- 1988: طير في السما
- 1988: رحلة المشاغبين
- 1988: الشاويش حسن
- 1988: البوليس النسائي
- 1988: أرباب سوابق
- 1989: ليس لعصابتنا فرع آخر
- 1989: عريس في اليانصيب
- 1989: دقات على بابي
- 1989: امرأة مع الشيطان
- 1989: المشاغبات في خطر
- 1989: الغني والفقير
- 1989: 3 ساعات حرجة
- 1990: شباب تحت المراقبة
- 1990: خميس يغزو القاهرة
- 1990: النصاب والكلب
- 1990: المطب
- 1990: الأغبياء الثلاثة
- 1990: 3 تحت المراقبة
- 1991: نصيب الأسد
- 1991: صائد الجبابرة
- 1991: امرأة وظل رجل
- 1991: الهاربة إلى الجحيم
- 1991: القانون لا يعرف الحب
- 1992: صراع الزوجات
- 1992: رجل من نار
- 1992: الراقصة والحانوتي
- 1993: لصوص خمس نجوم
- 1993: الرجالة في خطر
- 1995: بلطية بنت بحري
- 1995: امرأة وامرأة
- 1996: النوم في العسل
- 1996: الزمن والكلاب
- 1998: مبروك وبلبل
- 1998: الأنثى والدبور
- 2001: أسرار البنات
- 2008: آسف على الإزعاج
- 2009: العالمي
- 2010: لا تراجع ولا استسلام
- 2010: عصافير النيل
- 2010: سمير وشهير وبهير
- 2013: القشاش
- 2014: صنع في مصر
- 2017: خير وبركة
- 2018: كارما
- 2018: قلب أمه
- 2018: سوق الجمعة
- 2018: البدلة
- 2021: فرق خبرة
- 2022: تسليم أهالي

### المسلسلات
- 1977: بنت الأيام
- 1979: الرجل الذي أحبه
- 1980: مبروك جالك ولد
- 1980: أصيلة
- 1981: قلبي على ولدي
- 1981: الأبرياء
- 1981: أبواب المدينة (ج1)
- 1982: كان ياما كان
- 1982: أديب
- 1983: عمرو بن العاص
- 1983: عالم عم أمين
- 1983: الرحلة 83
- 1983: أبواب المدينة (ج2)
- 1984: عصفور في القفص
- 1984: دعوني أعيش
- 1985: مظاهر كدابة
- 1985: صعود بلا نهاية
- 1985: حلم الليل والنهار
- 1985: المرشدي عنتر
- 1985: أسيرات الحب
- 1986: سنوات الضحك والدموع
- 1986: المنعطف
- 1986: الخديعة
- 1987: وشائت الأقدار
- 1987: ليالي الحلمية (ج1)
- 1987: النهر لا يحترق
- 1988: مولود في الوقت الضائع
- 1988: الفدان الأخير
- 1989: ليالي الحلمية (ج2)
- 1989: أيوب
- 1990: اللاعبون بالنار
- 1990: الطوفان
- 1990: إسطبل عنتر
- 1991: سحور على مائدة أشعب
- 1992: حافة الهاوية
- 1992: المنزل الخلفي
- 1992: السوق
- 1993: أبدا لم يكن لها
- 1993: دموع صاحبة الجلالة
- 1994: لا
- 1995: في بيتنا رجل
- 1995: ألف ليلة وليلة
- 1996: حواء والتفاحة
- 1996: ألف ليلة وليلة
- 1996: الصبر في الملاحات
- 1997: قليل من الحب كثير من العنف
- 1997: سعد اليتيم
- 1997: أحلام الفجر الكاذب
- 1998: كعب داير
- 1998: بنات سعاد هانم
- 1998: السيرة الهلالية (ج2)
- 1998: الخادمة
- 1998: الأب
- 1998: اعترافات مصدر مسؤول
- 1999: مذكرات ضرة
- 1999: سكة سعد
- 1999: رائحة الورد
- 1999: دمعة على خد الزمن
- 1999: حلم العمر كله
- 1999: جسر الخطر
- 1999: بنت الأسيوطي
- 1999: افتح قلبك
- 1999: أبناء تحت الشمس
- 2000: نداء الورد
- 2000: سوق الرجالة
- 2000: بيت الزعفراني
- 2000: الجحيم رجل
- 2001: وتاهت بعد العمر الطويل
- 2001: للعدالة وجوه كثيرة
- 2001: قسمتي ونصيبي
- 2001: شجر الأحلام
- 2001: حديث الصباح والمساء
- 2001: ثمار الوهم
- 2002: زمن عماد الدين
- 2002: إنسى اللي فات يا فرحات
- 2002: البشكار
- 2003: عاصفة الشك
- 2003: رياح الماضي
- 2003: الناس في كفر عسكر
- 2003: اختطاف
- 2004: أحلام البنات
- 2005: مسائل عائلية جدا
- 2005: عبد الحميد أكاديمي
- 2005: عائلة أستاذ أمين
- 2005: أين ذهب الحب
- 2006: والحب أقوى
- 2006: رجل وامرأتان
- 2006: حياتي أنت
- 2006: أشباح المدينة
- 2007: حكايات المدندش
- 2008: الهاي سكول
- 2009: وعد ومش مكتوب
- 2009: ابن الأرندلي
- 2011: مكتوب على الجبين
- 2011: دوران شبرا
- 2012: لسة بدري
- 2012: لحظات حرجة
- 2012: عرفة البحر
- 2012: الهروب
- 2012: الخفافيش
- 2013: الكبير أوي 3
- 2015: لهفة
- 2015: حق ميت
- 2016: نيللي وشريهان
- 2017: في ال لا لا لاند
- 2017: عشم إبليس
- 2017: سابع جار
- 2018: واكلينها والعة
- 2018: أرض النفاق
- 2019: بدل الحدوتة تلاتة
- 2020: جمع سالم
- 2020: فلانتينو
- 2021: في بيتنا روبوت
- 2021: ملوك الجدعنة

### المسرحيات
- 1979: خدمة إنسانية
- 1980: فخ السعادة الزوجية
- 1981: أهلا يا دكتور
- 1984: جواز مع الاشتراك في الأرباح
- 1985: هالة حبيبتي
- 1987: فارس وبني خيبان
- 1992: أخويا هايص وأنا لايص
- 1994: حب في التخشيبة
- 1998: جوازة طلياني

### المسلسلات الإذاعية
- 2010: يا أنا يا أنت
- 2016: مناقرة حرة

### الفوازير
- 1982: فطوطة
- 1983: فطوطة
- 1995: دولا وأمشير وزغلول

## وفاتها
في 30 أبريل 2021، أُعلنَ عن نقل دلال عبد العزيز إلى مستشفى خاص في منطقة التجمع الخامس، ونُقلَ زوجها الفنان سمير غانم إلى مستشفى في منطقة المهندسين، نتيجة إصابتهما بمرض فيروس كورونا.
ثم أعلن في 20 مايو 2021 عن وفاة سمير غانم عن عمر ناهز 84 عامًا، متأثرًا بتداعيات الإصابة بفيروس كورونا، وبعده بنحو ثلاثة أشهر توفيت دلال عبد العزيز بعد صراع مع تليّف الرئة في 7 أغسطس 2021. وكانت قبل وفاتها بأسبوعين قد نُقلت إلى مستشفى حكومي في منطقة أكتوبر.

## وصلات خارجية
- دلال عبد العزيز على موقع IMDb (الإنجليزية)
- دلال عبد العزيز على موقع قاعدة بيانات الأفلام العربية
- دلال عبد العزيز على موقع قاعدة بيانات الفيلم (الإنجليزية)